# ТЕС Скоп'є
ТЕС Скоп'є – теплова електростанція у Македонії. Перша в країні споруджена з використанням технології комбінованого парогазового циклу.
Майданчик для станції обрали у центрі македонської столиці. В 2011 році тут ввели в експлуатацію один енергоблок, обладнаний турбінами компанії Alstom: газовою GT13E2 та паровою  8CK76. При виробництві лише електроенергії вони видають сукупну потужність у 223 МВт. При роботі у теплофікаційному режимі електрична потужність знижується до 210 МВт при тепловій потужності у 160 МВт.
Проект реалізовано спільним підприємством російської Sintez Group та місцевої компанії Toplifikacija.